# Buddhist Temples and Worshippers
Buddhist Temples and Worshippers è un cortometraggio muto del 1913. Il nome del regista non viene riportato nei credit del documentario.

## Produzione
Il film fu prodotto dalla Vitagraph Company of America.

## Distribuzione
Distribuito dalla General Film Company, il film - un cortometraggio di 100 metri - uscì nelle sale cinematografiche statunitensi il 15 ottobre 1913. Nelle proiezioni, veniva programmato con il sistema dello split reel, accorpato in un'unica bobina con un altro cortometraggio prodotto dalla Vitagraph, la commedia Master Fixit.